# 都民ファーストの会
都民ファーストの会（とみんファーストのかい、英語: Tomin First no Kai, Tokyoites First, Tokyo Citizens First）は、
東京都の地域政党（政治団体）。2016年9月16日設立。
略称は「都民ファ」「都ファ」「都民」「都民F」「都民ファースト」。
小池百合子が創設した。主宰する政治塾「希望の塾」を母体としている。森村隆行が代表を務め、小池が特別顧問を務めている。

## 沿革

### 設立
2016年7月31日の東京都知事選挙で、当時自由民主党所属の衆議院議員だった小池百合子は、自民党から推薦を得られぬも党籍を保有したままで立候補し、前任者の舛添要一に関する醜聞を俎上にして自民党が優位な都議会体質を批判する手法で支持を集め、自民党推薦の増田寛也らを大差で下して当選した。小池は当選後に「都民ファースト」をマニフェストの謳い文句に掲げて都議会改革を打ち出し、都知事選で小池を支援した旧みんなの党系東京都議会会派の「かがやけTokyo」（音喜多駿、両角穣、上田令子の3名）などを知事与党として9月15日に政治塾結成の意向を表明した。
同年9月16日、小池の意向を受け、自民党員で豊島区議会議員の本橋弘隆を代表者、音喜多駿を会計責任者として東京都選挙管理委員会に政治団体「都民ファーストの会」設立を届け出た。党名はマニフェスト記載の文言から採った。10月30日に小池が主宰する政治塾「希望の塾」が開かれて、翌年の都議選の新人候補などは主にこの塾生から選出された。
同年12月13日に自民党東京都連合会から除名処分を受けた豊島区議5人が区議会自民会派から離脱し、本橋弘隆を幹事長とする新会派「都民ファーストの会豊島区議団」を結成して議長に届け出た。2017年1月23日に地域政党として活動を始め、「かがやけTokyo」は会派名を「都民ファーストの会　東京都議団」と改めた。会の代表に小池の政務担当特別秘書の野田数が就任して小池は役職になかったが、4月28日に特別顧問に就任した。
2017年2月5日に投開票された千代田区長選挙が都民ファーストの初選挙となった。千代田区は小池や元知事の猪瀬直樹が「都議会のドン」と呼んで批判する自民党の元都議会議長内田茂の地元で、マスメディアは「小池と内田の代理戦争」と大々的に取り上げた。小池が応援した現職の石川雅己が与謝野馨の甥で自民党が推薦する与謝野信らを大差で下した。選挙後、内田は次期都議選に不出馬と政界引退を宣言する。
2月20日、自民党を離脱した都議2名が都民ファーストに合流して会派構成人数が5名になり、都議会での代表質問権を得た。

### 2017年東京都議会議員選挙
2017年4月10日、3回目の規約改定。総会の規定が削除され、代表は総会でなく規約細則の定める代表選考委員会で選出されること、代表以外の役員は代表の指名により選出されることとなった。
2017年4月11日に党の綱領を発表し、都議選のマニフェストを5月3日に一部を、5月23日に全部を発表した。内容は「議会改革」や「受動喫煙防止条例制定」など13の基本政策であった。
この時点で小池は自民党籍を正式に離脱していなかったが、5月30日に都民ファーストの会の代表就任を表明し、6月1日に自民党に離党届を提出したが、自民党は判断を都議選終了後まで保留した。その後に催された「都民ファーストの会 都議選総決起集会」で、小池は「東京大改革を真に進めるための決意を示すため、都民ファーストの代表を務める」と宣言して正式に代表に就任した。
都議選に、希望の塾の塾生をはじめ、自民党や民進党から鞍替えした現役の都議などの公認候補を50人擁立し、公明党で23人と東京・生活者ネットワークで1人と合計24人の選挙協力を締結した公認候補のほかに、主に民進党から離党した無所属候補11人などを推薦した。7月2日の投開票の結果、定数1名の島嶼部選挙区で自民現職に敗れた1人を除く49人が当選した。推薦した民進党出身の無所属候補を選挙終了後に6人追加公認して55議席となり、自民党から都議会第1党を奪取した。さらに選挙協力を行った公明党と生活者ネットワークと合わせて、都民F55、公明23、ネット1で合計79議席となり、小池勢力が過半数を獲得した。
翌3日、小池と野田の役員会において野田の代表再任と小池の特別顧問就任を決定した。小池は同日の会見でこれを発表し、いわゆる二元代表制などへの懸念を理由に挙げ、「知事職に専念する」ことを述べた。同じ日に自民党側は離党届を提出していた小池の離党を了承した。
小池は選挙翌日の3日の記者会見で国政進出について「今はそういう状況にない」と否定していたが、8月2日のフジテレビとのインタビューで、国政選挙に擁立する候補者など国政に進出する準備を進めていると表明した。
7月11日、役員人事を発表した。
- 幹事長：増子博樹（民進党出身）
- 政調会長：山内晃（自民党出身）
- 総務会長：荒木千陽（小池の元秘書）

都民ファーストの会の当選者は、みんなの党出身の結党メンバー、自民党や民進党からの鞍替え組のほかは、議員として無経験で、取材に不慣れな者も多く失言を回避するなどの理由で当選者の取材を制限し、マスコミ対応の想定問答集を制作して所属議員に配布しているとTOKYO MXは報じた。

### 第48回衆議院議員総選挙
国政では、小池の側近で小池とともに自民党を離党した若狭勝衆議院議員が、政治団体「日本ファーストの会（にっぽんファーストのかい）」を7月13日に設立した。党名は「国民ファーストの会」も検討されたが、すでに同名の政治団体が設立されていたため、若狭は「混乱を与えてしまうので差し控えた」と述べた。小池は同会には参加しなかったが9月16日に同会の政治塾「輝照塾」の講師を務めた。
9月10日に代表の野田が本来の職務である知事特別秘書に専念するために辞任し、後任に荒木千陽総務会長を代表選考委員会で選出したが、発表後に所属都議や都民に党規約が公開されていないことが議論になり、のち全文公開された。
9月20日に、築地市場移転問題などで小池都知事を補佐した青山学院大学元教授で19日付で東京都顧問を辞職した小島敏郎が、政務調査会事務総長に就任した。
若狭は「日本ファーストの会」を母体とする国政新党立ち上げに向け、民進党を離党した細野豪志や日本維新の会を除名された渡辺喜美らに参加を打診していたが衆議院解散が急迫し、9月25日に小池が自ら代表となって国政政党『希望の党』の結成を発表して27日の記者会見で正式に結党した。
9月28日には民進党が希望の党に事実上合流して公認申請を行うと表明。
10月5日には、希望の党と都民ファーストの会が、政策協定を結び、第48回総選挙における選挙協力に合意。
小池の都知事選挙立候補から支援に関わっていた都議の音喜多駿（後に参議院議員に当選）と上田令子が党の運営方針に反発して離党することを表明し、2017年10月5日に記者会見を行った。
10月22日の投開票の結果、希望の党は伸び悩み公示前勢力を下回り、野党第一党の座も立憲民主党に奪われる結果となった。この結果を受け、都民ファーストの会への合流を検討していた都議会民進党は方針を撤回した。

### 総選挙後
2017年11月12日、都内では総選挙後初となる区市町村選挙となる葛飾区議会議員選挙が行われ、都民ファーストの会は新人4人と旧民主党所属だった元職1人の計5人の公認候補を出したが、うち当選は元職うてな（臺）英明1人にとどまった。
2018年2月25日の町田市議会議員選挙では公認の現職小関重太郎が議席を守った。同年4月15日に行われた練馬区議会議員補欠選挙では、自民党から都民ファーストの会結成に加わり、総選挙に希望の党から立候補（東京9区）するも落選した元職1人と、新人1人の計2人の公認候補を擁立したが、いずれも議席を獲得できなかった。練馬区は小池都知事の衆議院議員時代の選挙区の東京10区に含まれており、小池都知事のおひざ元での敗北について、落選した元職の候補者は「ブームが終わったという印象だ」と語った。
2018年3月1日、日本ファーストの会はこの日をもって解散した。
2018年5月には野党再編の有り方を巡り希望の党が分裂。党執行部の多くが民進党と合流してできた国民民主党に参加したほか、細野らは無所属となった。また、一部の保守系議員らが新たに結成した希望の党が小池に特別顧問就任を打診したものの小池は固辞し、「都政に邁進させていただく。（今後は）国政については関与を避けたい」とコメントし、国政からは距離を置くことを表明した。
2018年7月23日、2019年の第19回統一地方選挙の公認候補予定者（1次公認）を発表、都民ファーストの会所属の現職区議10人に公認を出した。その後旧みんなの党の元区議など複数名を公認候補予定者に決定した。
その後も都内各種選挙での敗北が続いた。同年9月30日の品川区長選挙では立憲民主党・日本共産党・自由党とともに元自民党都議の佐藤裕彦を推薦したものの、自民党・公明党推薦の現職濱野健に敗れた。同年12月23日、2017年の都議選では2議席を独占した西東京市の市議会議員選挙にて公認の現職瀧島喜重が落選した。
2019年1月7日には奥澤高広、斎藤礼伊奈、森澤恭子の3都議が「都民ファーストの会の党運営は政策や（推薦候補が敗れた品川区長選挙など）各種選挙などでの意思決定が不明瞭」との理由から離党届を提出。都議の離党者は音喜多、上田に続き計5人となった。奥澤、斎藤、森澤は今後無所属として活動し、奥澤を代表とする新会派「無所属　東京みらい」を立ち上げる、と表明した。奥澤ら3都議は小池との関係について「小池知事に反旗を翻したわけではない」と説明したものの、離党を思いとどまるよう引きとめていたという小池は3都議の離党について「残念」「大義がない」と述べた。その後3都議は議長に会派結成届を提出、正式に都議会都民ファ会派を離団し、2019年1月25日、新会派「無所属　東京みらい」を結成した。

### 第19回統一地方選挙
第19回統一地方選挙の前哨戦となった2019年3月の台東区議会議員選挙においては公認の新人2名が当選した。
統一地方選の後半に行われた市区議選挙（4月14日告示、21日投開票）では、都内で392人を擁立した自民党に対し、都民ファーストの会は候補者を大幅に絞り込み、28人の擁立に留めた。また、小池は選挙中の候補者に対する応援を見送った。選挙結果は24人が当選し、議席数を倍増させたが、新人4人が議席を逃し、地盤固めに不安も残す結果となった。現職候補は12人全員が当選した。
5月9日、足立区議会議員選挙では公認候補1名が最下位で当選した。
6月20日、結党以来初となる党代表選挙が告示されたが、現代表の荒木以外に立候補の届け出がなく、23日の全議員・支部長総会で荒木の続投が承認された。

### 第19回統一地方選挙後
2020年1月26日、府中市長選挙で自由民主党、公明党、社民党と共に推薦した現職の高野律雄が3期目の当選を果たした。
同年5月17日、奥多摩町長選挙で推薦した元町議会議長の師岡伸公が、自由民主党推薦の現職の河村文夫を破り、初当選した。
6月12日、小池が自身の任期満了に伴う2020年東京都知事選挙への立候補を表明。この選挙では自民党の二階俊博幹事長らが小池の再選を支持する考えを示していたが、小池は政党の推薦を求めない考えを示し、自民党は自主投票となった。これについては小池が来年の都議選で都民ファーストの会と自民党との対立構図を温存させる思惑があったとの見方も出た。都民ファーストの会も小池に対し党として推薦や支持を出さなかったが、代表の荒木千陽が小池陣営の選対本部長に就いた。
同日に投開票が行われる東京都議会議員補欠選挙（4選挙区）では、北区選挙区において小池の元秘書で元タカラジェンヌの天風いぶきを擁立。候補者擁立に消極的な小池を党側が押し切る形の擁立であり、小池は二階に対し「立候補を辞退するよう都民ファーストの候補者を説得したが応じなかった」などと伝え、候補者の応援には入らなかった。また、前回都議選で都民ファーストの会と選挙協力を行った公明党は今回、全選挙区で自民党候補に推薦を出した。
7月5日の投開票の結果、小池は大差で再選したが、天風は候補者5人中4位で落選した。
12月18日、西郷歩美都議が離党届を提出し、日本維新の会に入党することを発表。都議では6人目の離党者となった。

### 2021年東京都議会議員選挙
2021年1月の千代田区長選では、都民ファーストの会が小池の側近の樋口高顕前都議を推薦し連合東京と国民民主党の支援を受けた。この選挙で自民・公明は元千代田区議の早尾恭一を推薦したため、同年の東京都議会選挙の前哨戦と注目された。一方、4年前に小池に名指しで批判された内田茂元都議（自民都連最高顧問）は、早尾が2010年に自民党を離党したちあがれ日本に参加していた経緯などから関係が良好ではなく、早尾の出陣式に現れなかった。31日の投開票の結果、樋口が当選した。
2月15日、栗下善行都議が離党届を提出。2月17日には他党からの都議選出馬を模索し離党届を提出していた石毛茂都議を除名処分とした事が報じられた。
5月21日、小池は都議選への対応について「都民を第一に考えて行動される改革派に、エールを送っていきたい」と述べ、微妙な言い回しで都民ファーストの会への明確な支持表明を避けた。小池と自民都連を巡っては、2018年11月に小池が「過去の選挙では言葉が過ぎた部分もあった」と自民都連幹部に陳謝したほか、2020年度予算案では自民が3年ぶりに都予算案に賛成するなど関係修復を進めており、都幹部からは小池は都議選後の勢力図を見据え慎重になっているとの見方が出た。
選挙公示直前となった6月22日、小池は過度の疲労で静養が必要になったとの理由により、都内の病院に入院した。6月25日、都議選が告示される。同日、荒木千陽代表は記者団の取材に、代表就任の依頼をしたことを明らかにした。6月30日午前、小池は退院。それとともに退院コメントを発表。都議選については「新型コロナウイルス対策をはじめ都政の諸課題が山積する中、改革を続け、伝統を守る皆様に、エールを送ります」とだけ言及した。全方位外交のような表現に、自民党都連幹部は「コメントの『伝統を守る皆様』とはうちと公明党のことだろう。都民ファだけの応援をすることはないはずだ」との見解を述べた。
しかし、投開票日の前日となる7月3日には小池は都民ファーストの会の候補を激励。4日の投開票の結果、都民ファーストの会は改選前の46議席から31議席まで減らし、自民党が33議席を獲得し都議会第1党を奪還したが、目標としていた自公両党での過半数には達せず、自民党の獲得議席は38議席を獲得した2009年東京都議会議員選挙を下回り過去2番目に少ない結果となった。前回都民ファーストの会と組んだ公明党が今回自民党との選挙協力を復活させたこともあり、自民党内では選挙戦当初から「前回23議席の倍増は固い」との楽観論も飛び交っていたが、都民ファーストの会は1人区で3議席を獲得するなど、最終盤で追い上げた。「大敗」の予測さえあった都民ファーストの会が一定の議席減に踏みとどまり存在感を見せた形となり、自民党内からは「小池氏への同情票もあった」との見方も出た。選挙結果を受け荒木は「第1党を譲り渡し、責任を感じている。命がけで浸透を図ったが、まだまだ足りなかった」と述べた。
7月5日、板橋区選挙区で再選した木下富美子が選挙期間中の7月2日午前7時半ごろ、板橋区高島平3丁目の交差点で車をバックさせた際、停車中の乗用車にぶつかり、運転席の50代男性と同乗の女性に軽いけがを負わせたこと、木下が免許停止期間中の無免許状態であったことが報道により明らかとなった。都民ファーストの会は同日、木下を除名処分にした。木下は同年5～7月に計7回無免許で乗用車を運転したとして在宅起訴され、11月22日付で議員辞職した。

### 第49回衆議院議員総選挙
10月3日、荒木は国政選挙に向けた政治団体「ファーストの会」を設立すると発表した。新党の代表には荒木が就任し、次期衆院選に向けて東京都を中心に候補者擁立を目指す意向を示した。15日、次期衆院選での候補者擁立を断念すると発表した。 荒木代表は、「戦後最短の日程で公示日が早まったことなどを受け、都民の期待に沿う戦いは難しいと判断し、次の国政選挙にむけて取り組んでいく」などとするコメントを発表した。複数の現職都議が「くら替え」する案や新党結成を目指していた参議院議員の上田清司らと協議、協力する案などが上がっていたが、いずれも不調に終わったという。

### 第26回参議院議員選挙
2022年3月1日、代表の荒木が都庁で記者会見し、同年夏の第26回参議院議員通常選挙東京都選挙区に、国政進出に向けて設立した政治団体「ファーストの会」の公認候補として立候補することを発表した。また、2月27日付で伊藤悠都議が共同代表に就任したことも発表された。
荒木が小池の支援も受けて東京都選挙区（改選数6）から立候補した。荒木は国民民主党の推薦も受けたが、7月10日の投開票の結果、6位当選者の約半分の得票にとどまり落選した。
10月7日、都教育委員会が中学3年生向けに11月に実施する英語スピーキングテストを都立高入試の合否判定から排除する条例案が都議会で採決され、米川大二郎、田之上郁子、桐山ひとみの3都議が党の方針に反して賛成票を投じた。条例案は大差で否決されたものの、党は3都議を除名した。
10月15日の党連絡会で荒木の代表辞任が承認された。伊藤悠も同日付で共同代表を退いた。
11月1日、荒木の辞任に伴う代表選が告示され、森村隆行都議のみが立候補を届出、無投票による初当選が事実上決まった。5日の党全議員・支部長総会で正式に選出された。代表選に向けては成清梨沙子都議も立候補を検討していたが、1日朝に断念し森村を支持する意向を示していた。荒木体制からの刷新を求める若手らが担ぐ成清に対し、水面下では荒木が「成清さんが代表になったら一切協力しない」と圧力をかけており、成清の立候補辞退は党内融和を優先したものと見られると東京新聞は報じた。
11月7日、幹事長に尾島紘平都議が就任するなどの新役員人事を発表。荒木は小池百合子知事と並ぶ特別顧問に就任し、代表選への立候補を模索した成清は代表代行に就いた。

### 第20回統一地方選挙
2023年4月4日、森愛都議（大田区）が同年の大田区長選挙に立候補するため、離党届を提出した。
2023年4月の第20回統一地方選挙では、都内の区市村議選に60人を擁立。前回の統一選と違い、小池は選挙期間中、精力的に候補者の応援演説に入った。23日の投開票の結果、改選前の計24議席からほぼ倍増となる44人が当選。小池は選挙結果について「それぞれの地域で、しっかり活動されてきた答えが出てきているのではないかと思う」と述べた。一方で小池の衆院議員時代の地元・豊島区では8人中4人が落選。また、都内で70人を擁立した日本維新の会は67人が当選し議員数が3倍以上に増えるなど、都民ファを上回る躍進をみせたため、都民ファ側は警戒感を強める結果となった。

### 第20回統一地方選後
5月1日、欠員に伴う都議補選大田区選挙区（被選挙数2、26日告示、6月4日投開票）に、元区議の奥本有里を擁立すると発表。
5月22日、代表の森村は次期衆院選に候補者を擁立する意向を示した。
6月4日に都議補選大田区選挙区の投開票が行われ、4月の大田区長選で落選し、補選に立候補した森愛が立憲民主党や共産党の支援も受けトップ当選。自民元職の鈴木章浩が2位で当選し、都民ファーストの会の奥本は国民民主党の推薦も得たものの、次点の維新候補に次ぐ4位に沈んだ。都民ファーストの会幹部によれば、森は区長選立候補にあたり、「補欠選挙では党の候補者を応援する」などと約束を交わしていたとされるが、約束は反故にされていた。小池も2度奥本の応援に入ったものの、直前まで同党に所属していた森との差別化を浸透しきれなかった。
8月27日告示、9月3日投開票の立川市長選挙では、都民ファーストの会と国民民主党が元立憲民主党市議の伊藤大輔を推薦したが、元都議で立憲民主党や共産党が自主支援した酒井大史に敗れ、次点の清水孝治・元自民党都議の得票も下回る3位に沈んだ。
10月6日、前述の酒井と清水の市長選立候補に伴う都議会議員立川市選挙区補欠選挙（欠員2）が告示され、都民ファーストの会は伊藤大輔を公認で擁立。選挙戦では小池が何度も応援に入り、10月15日の投開票の結果トップ当選を果たした。2位当選は立憲民主党の新人で、自民候補は3位となり保有していた議席を失った。これにより都民ファーストの会は都議会で自民党と同議席となる27議席となり、都議会第1党に復帰した。
11月5日告示、11月12日投開票の青梅市長選挙では、都民ファーストの会と国民民主党が推薦した、元市議の大勢待利明が自民党・公明党が推薦する現職の浜中啓一を破り、初当選した。

### 2024年東京都知事選前後の動き
2023年11月21日、都民ファーストの会、自民党、公明党の3党は、木村弥生前江東区長が公職選挙法違反の疑いで辞職したことに伴う区長選挙で、元都部長の大久保朋果を推薦すると決定した。同事件では木村を支援していた自民党の柿沢未途衆議院議員も現金を配布した疑いが報じられており、逆風が予想される自民党は独自候補擁立を断念。自民党都連会長の萩生田光一政調会長は小池に協力を打診した。小池側は翌年に控える都知事選を有利に進めたい思惑もあり、小池が候補者をまとめ、選挙戦を都民ファが主導することで自公との連携を受け入れる方向にかじを切った。12月10日の投開票の結果、大久保が当選。
2024年1月14日告示、21日投開票の八王子市市長選挙では、自公が推薦する元都職員の初宿和夫のほか、都民ファーストの会に所属していた元都議の滝田泰彦と両角穣がそれぞれ立候補を表明。都民ファーストの会はどの候補にも推薦を出さなかった。滝田は立憲・共産・社民の支援を受けたほか、都民ファーストの会の一部も支援に回ったが、選挙終盤には小池が初宿の応援に入り、初宿が当選した。
2月16日、国民民主党が次期衆院選東京3区に元都民ファーストの会大田区議の奥本有里を擁立すると発表。国民民主党代表の玉木雄一郎は「小池氏に国民民主と都民ファーストの架け橋になってもらいたいと送り出していただいた」と述べた。
4月14日告示・21日投開票の目黒区長選挙では、元都民ファーストの会共同代表の伊藤悠前都議を国民民主党と共に推薦し、小池も応援にかけつけたが、立憲民主党が前都議の西崎翔を擁立するなど現職批判票が割れ、現職の青木英二が再選した。なお、伊藤の失職に伴い再び都議会第2党となった。
4月16日告示・28日投開票の東京都第15区補欠選挙では作家の乙武洋匡を擁立。国民民主党も推薦し、小池も何度も応援に駆け付けたが、5位に沈んだ。小池は選挙結果について、「（街頭の）反応は大変良かったが、票につながらなかった。多くの反省点があり、これから検証していく」と述べた。
前述の都議2名の目黒区長選立候補に伴う東京都議会議員目黒区選挙区補欠選挙（5月17日告示・26日投開票）では、候補者の擁立を断念。元衆議院議員の井沢京子を擁立した自民党は選挙戦終盤に小池に支援を要請。小池は応援演説は行わなかったものの、投開票3日前に井沢の選挙ポスターに小池の顔写真付きシールを貼る対応を採り、都知事選に向けた動きとの憶測を呼んだ。26日の投開票の結果、立憲民主党の西崎がトップ当選し返り咲き、2位は青木英二区長の息子で元区議の青木英太（無所属）となり、井沢は3位で敗れた。
7月7日、東京都知事選挙の投開票が行われ、自民党、公明党、国民民主党都連、都民ファーストの会の自主支援を受けた小池が大差で3選。同日に行われた9選挙区の都議会議員補欠選挙では、都民ファーストの会は4選挙区で候補者を擁立し、3選挙区で勝利した。
9月9日、都議団副幹事長を歴任した荒川区選出の滝口学が11月3日告示・11月10日投票の荒川区長選に立候補するため辞職。17日、都民ファーストの会から離党し、区長選立候補を正式に表明した。
10月8日、任期満了に伴う代表選挙が告示。立候補者は前回同様、森村のみだったため無投票で再選。

### 第50回衆議院議員総選挙
2024年10月11日、森村は同月に予定される第50回衆議院議員総選挙では「ファーストの会」としての候補者擁立を見送り、国民民主党を支援する方針を示した。一方で特別顧問である小池は国民民主党が候補者を擁立している埼玉14区と東京29区において、対立候補である公明党前職（石井啓一公明党代表と岡本三成）の応援に入ったほか、選挙戦中盤である10月23日には自民党前職の木原誠二・長島昭久の応援に入り、自公重視の姿勢を鮮明にした。

### 第50回衆議院議員総選挙後
11月4日告示・11月10日投票（翌日開票）の荒川区長選で、滝口が自民・公明両党が推薦した候補と共産党が推薦した候補を破り当選。古巣の都民ファーストの会の区議や成澤廣修・文京区長、森澤恭子・品川区長、区長選の立候補を取りやめたあたらしい党の宮本舜馬区議も応援に入った。
2025年1月26日告示・2月2日投開票の千代田区長選で、会の副代表を務める樋口高顕が2選を目指し立候補。都ファや国民民主党のほか前回選挙で対抗馬を出した自民党・公明党の区議からも応援を受けた。投開票の結果、新人候補4人を抑え2選。

### 2025年東京都議会議員選挙
2025年東京都議会議員選挙に向けては、2024年11月に国民民主党との選挙協力についての協議を開始した。
6月13日の告示で、都民ファーストの会公認候補として37人、推薦候補1人が立候補を届け出た。前回の都議選では体調不良による入院などで選挙応援を最小限にとどめていた小池知事は、一転して今回は積極的に自党候補の応援に入ったほか、選挙戦終盤には知事与党である自民党・公明党の一部候補についても応援に入った。

6月22日投開票の結果、都民ファーストの会は公認候補31人、推薦候補1人が当選し、前回第一党の自民党がいわゆる「裏金問題」などからの逆風が直撃して議席を大幅に減らし21議席にとどまったことから、都民ファーストの会は都議会第一党を獲得した。この選挙では公明党も19議席と減少させた一方で、国民民主党が9議席を獲得し躍進した事から、この4党が「都政与党」として過半数を獲得している。選挙では八王子市で元職の両角譲が返り咲いたほか、新人では大田区で前区議の荻野稔、世田谷区で元TBSアナウンサーの高野貴裕など10人の新人候補が当選した一方で、3回連続で2議席獲得を狙った練馬区では幹事長の尾島紘平が当選したが、選対本部長であった村松一希が落選。また、江東区で白戸太朗が議席を失い、千代田区でも平慶翔が無所属新人の佐藤沙織里に敗れるなど現職議員の落選者も出ている。
7月1日、同月に行われる第27回参議院議員通常選挙への候補者擁立を見送り、他党や候補を党として応援しないと発表した。一方、比例区で国民民主党公認として立候補する元都民ファースト所属都議の大津浩子については、有志で応援するとしていたが、当選圏内に及ばず落選した。

## 政治的立場

### 綱領
都民ファーストの会は同党の綱領において「東京大改革」を掲げている。以下はその定義である。

### 公約
基本政策として以下の公約を掲げていた。
- 1. 忖度だらけのふるい都議会をあたらしく
- 2. 「のり弁」をやめます
- 3. 利権を一掃します
- 4. 待機児童対策を加速します
- 5. 教育の機会を増やし、質を高めます
- 6. 命を守る、頼れる東京
- 7. 健康長寿を誇る首都東京へ
- 8. ライフ・ワーク・バランスの徹底
- 9. 成長し続ける都市・東京へ
- 10. オリンピック・パラリンピックを成功へ導く
- 11. 都民ファーストの視点で行政改革を徹底します
- 12. 「多摩格差」を解消し、島しょ地域の魅力を世界へ発信
- 13. 築地市場のブランドを守り、豊洲を活用
- 14. スモークフリー社会

- 築地市場移転問題を巡っては、2017年5月23日に発表した公約では「持続可能な市場の確立を総合的に判断し、知事の立場を尊重する」という表現にとどめていたが、6月20日に小池百合子知事が「豊洲移転・築地再開発」の基本方針を公表したことを受け、「築地市場のブランド力を守り、豊洲市場を物流拠点として活用する」と改めた[162]。
- 2021年の都議選公約では、東京オリンピックについて、新型コロナウイルス感染症（COVID-19）の感染拡大を念頭に「国が有観客を強行開催するならば、最低でも無観客を求める」とした[163]。

### 議会運営
- 2017年9月の都議会定例会において、東京オリンピックを見据え、18歳未満の子供がいる家庭における自宅内や車内の禁煙を求める「子どもを受動喫煙から守る条例案」を公明党と共に提出した[164]。
- 2020年9月9日、新型コロナウイルス感染症の感染拡大を巡り、陽性者が外出制限に従わず、他人に感染させた場合に過料を科す条例案を発表した[165]。条例案は11月30日に正式に提案されたが、他会派からは「相互監視を生みかねない」などと批判が続出し[166]、公明党も「罰則がある限り賛成できない」として反対する方針を決めたことで否決される見通しとなった[167]。最終的に公明党が助け舟を出す形で「継続的な協議」の申し入れを行ったことで、都民ファーストの会は12月2日に議案提出を断念した[166][168]。
- 2022年12月15日、都議会本会議で全国初となる新築戸建て住宅に太陽光パネル設置を義務付ける都の改正環境確保条例が、都民ファーストの会・公明党・共産党・立憲民主党の賛成多数により可決、成立した[169]。同条例については専門家でも意見が分かれ、12月6日の反対派、推進派双方の会見では反対派が太陽光パネルの生産地の多数を占める新疆ウイグル自治区の人権問題や、「パネルがある高所得家庭の負担減少分を、賃貸などでパネルを設置できない低所得家庭が負う」とした経済格差の問題、水害時の漏電の危険性などを指摘したのに対し、推進派は人権問題については取り組みを行っていると明言。経済格差への懸念については「昼間の電気料金の値下げが進み、国民全体に恩恵をもたらす」と反論するなど激論となっており、都民ファーストの会の森村隆行代表は「電気、ガス代が高騰する中、都民のメリットになる」と条例への賛成の意義を説明した[170]。

### その他
- 2017年の都議選では、候補者のうち地方議員や秘書経験者などの自民党出身者が15名、民進党や民主党の出身者が10人、みんなの党出身者が4人だった[171]。

## 役職

### 歴代代表一覧
| 代                                 | 代表                               | 代表                               | 在任期間                           | 備考                               |
| 都民ファーストの会代表（政治団体） | 都民ファーストの会代表（政治団体） | 都民ファーストの会代表（政治団体） | 都民ファーストの会代表（政治団体） | 都民ファーストの会代表（政治団体） |
| ---------------------------------- | ---------------------------------- | ---------------------------------- | ---------------------------------- | ---------------------------------- |
| 1                                  |                                    | 本橋弘隆                           | 2016年9月16日 - 2017年1月23日      | 豊島区議会議員                     |
| 都民ファーストの会代表             |                                    |                                    |                                    |                                    |
| 1                                  |                                    | 野田数                             | 2017年1月23日 - 2017年6月1日       | 東京都知事特別秘書                 |
| 2                                  |                                    | 小池百合子                         | 2017年6月1日 - 2017年7月3日        | 東京都知事                         |
| 3                                  |                                    | 野田数                             | 2017年7月3日 - 2017年9月10日       | 東京都知事特別秘書                 |
| 4                                  |                                    | 荒木千陽                           | 2017年9月11日 - 2022年10月15日     | 東京都議会議員                     |
| 5                                  |                                    | 森村隆行                           | 2022年11月5日 -                    | 東京都議会議員                     |

### 党役員
2024年11月25日現在
| 役職                          | 氏名                                | 出身政党            |
| ----------------------------- | ----------------------------------- | ------------------- |
| 特別顧問                      | 小池百合子                          | 自由民主党          |
| 全議員支部長総会議長          | 尾崎大介                            | 民進党              |
| 顧問                          | 増子博樹 小山有彦 本橋弘隆 乙武洋匡 | 民進党 自由民主党 ─ |
| 代表                          | 森村隆行                            | ─                   |
| 代表代行 政務調査会長         | 後藤奈美                            | ─                   |
| 副代表                        | 樋口高顕 入江伸子                   | ─                   |
| 代表補佐                      | 福島理恵子                          | ─                   |
| 幹事長                        | 尾島紘平                            | 自由民主党          |
| 幹事長代行                    | 伊藤大輔                            | 立憲民主党          |
| 総務会長 顧問                 | 荒木千陽                            | ─                   |
| 総務会長代理                  | 白戸太朗                            | ─                   |
| 政務調査会長代理              | 菅原直志                            | 民進党              |
| 政務調査会長代行              | 成清梨沙子                          | ─                   |
| 基礎自治体連絡協議会長        | 八田一彦                            | ─                   |
| 選挙対策本部長 組織対策本部長 | 村松一希                            | 自由民主党          |
| 選挙対策副本部長              | 内山真吾                            | 民進党              |
| 組織対策副本部長              | 保坂真宏                            | 自由民主党          |
| 広報本部長                    | 龍円愛梨                            | ─                   |

### 歴代の主な役員表
| 代表            | 代表代行   | 幹事長    | 幹事長代理        | 総務会長 | 政務調査会長 | 選挙対策 本部長 | 特別顧問            | 就任年月   |
| --------------- | ---------- | --------- | ----------------- | -------- | ------------ | --------------- | ------------------- | ---------- |
| 野田数          |            |           |                   |          |              |                 |                     | 2017年1月  |
| 野田数          | 小池百合子 | 2017年4月 |                   |          |              |                 |                     |            |
| 小池百合子      | 野田数     |           | 2017年6月         |          |              |                 |                     |            |
| 野田数          | 尾崎大介   | 増子博樹  | 小山有彦          | 荒木千陽 | 山内晃       | 小池百合子      | 2017年7月           |            |
| 荒木千陽        | 尾崎大介   | 増子博樹  | 小山有彦          |          | 山内晃       | 小池百合子      | 2017年9月           |            |
| 荒木千陽        | 小山有彦   | 増子博樹  | 伊藤悠 木村基成   | 入江伸子 | 山田浩史     | 小池百合子      | 本橋弘隆            | 2019年7月  |
| 荒木千陽        | 伊藤悠     | 増子博樹  | 森村隆行          | 入江伸子 | 山田浩史     | 小池百合子      | 本橋弘隆            | 2021年秋頃 |
| 荒木千陽 伊藤悠 | （空席）   | 増子博樹  | 森村隆行          | 入江伸子 | 山田浩史     | 小池百合子      | 本橋弘隆            | 2022年2月  |
| 森村隆行        | 成清梨沙子 | 尾島紘平  | （空席）          | 後藤奈美 | 福島理恵子   | 村松一希        | 小池百合子 荒木千陽 | 2022年11月 |
| 森村隆行        | 後藤奈美   | 尾島紘平  | 伊藤大輔 （代行） | 荒木千陽 | 後藤奈美     | 村松一希        | 小池百合子          | 2024年11月 |

## 党勢

### 東京都議会
| 選挙         | 当選/候補者  | 定数 | 備考                                                      |
| ------------ | ------------ | ---- | --------------------------------------------------------- |
| （結党時）   | 3/-          | 127  | 入党+3                                                    |
| 2017年都議選 | 49/50        | 127  | 追加公認+6、離党-8、辞職-1                                |
| 2021年都議選 | 31（+1※）/47 | 127  | ※党籍を持つ無所属候補、離党-6、辞職-4、補選当選+4、死去-1 |
| 2025年都議選 | 31（+1※）/37 | 127  | ※党籍を持つ無所属候補                                     |

## 所属政治家
2025年6月9日現在

### 首長
| 人名       | 自治体     |
| ---------- | ---------- |
| 小池百合子 | 東京都知事 |
| 樋口高顕   | 千代田区長 |

### 地方議会
- 地方議員：75人
  - 東京都議会議員：32
  - 市区町村議会議員：50（議席を有する市区町村議会：33）
    - 八王子市1、立川市1、三鷹市2、青梅市2、羽村市1、調布市1、府中市1、日野市1、昭島市2、町田市1、東久留米市1、西多摩郡日の出町1、西多摩郡檜原村1、千代田区2、中央区1、港区1、新宿区1、文京区1、台東区2、墨田区1、江東区1、品川区1、目黒区2、大田区2、世田谷区1、渋谷区1、中野区3、杉並区2、豊島区4、練馬区3、北区1、足立区2、荒川区2

## 希望の塾
都民ファーストの会の母体となった政治塾で、小池が塾長を務める。

### 第1期
都議選に向けての候補者発掘を目的とし、2016年10月30日から2017年3月4日まで、計6回開講された。講師は猪瀬直樹元都知事、河村たかし名古屋市長、上田清司埼玉県知事など。受講料は男性5万円、女性4万円、25歳以下3万円で計3747人が受講した。

### 第2期
都内の区市町村議選の候補者発掘のため、2017年10月29日に開講を予定していたが、11月12日に延期し、さらに来年春に再延期すると発表された。2018年6月には塾が再開されないまま希望の塾ホームページが閉鎖されていることや、2期の応募生が100人足らずであったことが報じられた。
類似の名称の政治塾として松沢成文ら新・希望の党による「希望の党政治塾」（2018年9月開講）が存在したが、こちらには小池は参加していない。
2022年に都民ファーストの会は新たに「ファースト政経塾」を設立し、110人が参加した。2023年8月に第2回となるファースト政経塾が開講し、約50人が参加した。

## 友好関係にある政党
- 希望の党 - 2017年9月25日に小池百合子が自ら代表となって設立した国政政党だが、都民ファーストの会と同一政党・組織ではない。
- 国民民主党 - 希望の党の系譜を継ぐ政党で2020年に立憲民主党と合流せず玉木雄一郎を代表に改めて結党された[注 6]。都民ファーストの会とは千代田区長選挙で都議会議員を辞職して挑んだ樋口高顕を、東久留米市長選挙で前都議会議員の細谷祥子を共に支援するなど一定の協力関係にある（樋口は当選、細谷は次点で落選）[182]。またUAゼンセンや電力総連などの産別系の組織内候補が両党にいることから市区町村議会では統一会派を組んでいる例も多い（豊島区議会など）
- ファーストの会

### 過去に友好関係であった政党
- 公明党 - 国政では自民党と連立を組んでいるが、2017年3月13日に、都民ファーストの会との間で都議選における選挙協力を発表[183]。都議会における政策合意を締結した。しかしながら、都議選の翌日に行われた山口那津男代表と安倍晋三自民党総裁との首脳会談の中で、国政レベルでは自公が連携し、引き続き連立政権を運営していくことを確認[184]。2017年9月に希望の党が結成されたことで公明党側から都政での連携を解消する動きも見られ、2017年11月14日に都議会公明党の東村邦浩幹事長が、都民ファーストの会との協力関係を解消し知事与党から離脱する考えを表明した[185]。2021年の東京都議会議員選挙では自民党と協力することを決めたため選挙でも都民ファーストの会と対立することになった[186]。
- 東京・生活者ネットワーク - 2017年4月21日に都議選に向けた政策協定を締結し、生活者ネットの公認候補1名を都民ファーストの会が推薦することでも合意した[187]。その後都政野党に転じ2021年の東京都議会議員選挙では立憲民主党などと協力することとなり選挙で対立することとなった。
- 減税日本 - 愛知県や名古屋市を中心に活動する地域政党。代表を務める河村たかし名古屋市長が、小池に近しい関係であることから、希望の塾での講演や2017年都議選での応援演説などで協力関係にある。河村は最終的に減税日本と都民ファーストの会の合流を目指すとしており、小池も前向きな考えを示している[188][189]。

## 支援団体
- 連合東京 - 日本労働組合総連合会（連合）の東京支部、2017年4月7日に合意（もとは民進党の支持組織）[190]。